# کاربردهای هوش مصنوعی
هوش مصنوعی، تعریف شده به عنوان هوشمندی قابل ملاحظه در ماشین‌ها، کاربردهای بسیاری در جامعه امروزی یافته است. مانند برق یا رایانه، هوش مصنوعی به عنوان یک فناوری همه منظوره عمل می‌کند که کاربردهای متعددی دارد.
AI یا هوش مصنوعی، برای خلق و توسعه زمینه‌های تخصصی و صنایع بسیاری شامل امور مالی، بهداشت و درمان، آموزش، حمل و نقل و بیش از این‌ها بکار گرفته شده است.

## AI برای کمک به زندگی
هوش مصنوعی برای نیکی (به انگلیسی: AI for Good) عنوان نهضتی است که در آن نهادها از هوش مصنوعی برای برطرف ساختن برخی از بزرگ‌ترین چالش‌های بشریت بهره می‌جویند. به‌طور مثال، دانشگاه کالیفرنیای جنوبی «مرکز هوش مصنوعی در جامعه» را به راه انداخت تا هدف استفاده ازAI برای پرداختن به مسائل حائز اهمیت اجتماعی مانند بی‌خانمانی را دنبال کند. در استنفورد محققان از AI استفاده می‌کنند تا تصاویر ماهواره‌ای را تحلیل کنند که دریابند کدام نواحی دارای بیشترین سطوح فقر می‌باشند.

## AI برای کشاورزی
در حوزه کشاورزی، پیشرفت‌های جدید هوش مصنوعی، بهبودهایی را در محصول‌برداری و پیشبرد تحقیقات پیرامون پرورش گیاهان به بار آورده است. هم‌اکنون هوش مصنوعی نوین می‌تواند زمان رسیده شدن و آمادگی برای برداشت محصولاتی همانند گوجه‌فرنگی را پیش‌بینی کند و بدین نحو بازدهی کشاورزی را بالا برد. پیشرفت‌ها البته بدین‌جا ختم نمی‌شود و دیگر مواردی از قبیل نظارت بر خاک و محصول، ربات‌های کشاورزی و تحلیل داده پیش‌بیننده (predivtive analytics). نظارت بر خاک و محصول از الگوریتم‌های جدید و داده‌ای گردآورده از زمین زراعی بهره‌برداری می‌کند سلامت کشت را تضمین کند و بدین صورت کشاورزی را کم‌هزینه‌تر و پایدارتر سازند.
مثال‌هایی دیگر از AI کارآموخته در کشاورزی را می‌توان مواردی چون اتوماسیون، شبیه‌سازی، مدل‌سازی و تکنیک‌های بهینه‌سازی گلخانه‌ها برشمرد.
درپی فزونی‌یافتن جمعیت و رشد تقاضا برای خوراک در آینده برای تأمین این نیاز به حداقل ۷۰ درصد افزایش باروری کشاورزی می‌باشد. هر روزه قشر بیشتری از عموم بدین باور می‌رسد که بکارگرفتن این تکنیک‌های جدید و استفاده از AI ما را برای رسیدن به آن هدف یاری خواهد داد.

## هوش مصنوعی در عکاسی و تولید محتوا
یکی از دیگر کاربردهای نوین و بسیار محبوب و پراستفاده هوش مصنوعی، کاربرد ها آن در تولید محتوا و یا عکاسی و تصویربرداری است. این فناوری که برپایه پردازش تصویر تحقیق و توسعه یافته است، می تواند به عنوان دستیار شما در عکاسی، تدوین و حتی ایده یابی مورد استفاده قرار گیرد. افزایش کیفیت عکس با هوش مصنوعی یکی از کاربردهای بسیار جذاب و پراستفاده این تکنولوژی است. همچنین عکاسان و طراحان نیز از ابزارهای ادیت عکس با هوش مصنوعی زیاد استفاده می کنند.
همچنین از دیگر کاربردهای بسیار پرطرفدار و رایج هوش مصنوعی، ساخت تصاویر و ویدیو با آن است. در گذشته برای طراحی و تولید یک تصویر یک گرافیست ماهر باید ساعت ها وقت خود را صرف طراحی و اتود زدن می کرد اما امروزه سایت های ساخت عکس با هوش مصنوعی زیادی هستند که کافیست فقط در چند خط تصویر مورد نظر خود را برای آن ها توصیف کنید تا در چند ثانیه به بهترین شکل آن را برای شما طراحی کنند.
تکنولوژی هوش مصنوعی، با توانایی خود در تحلیل و پردازش داده‌های پیچیده، انقلابی شگرف در عکاسی دیجیتال به پا کرده است. این فناوری، فراتر از بهبود ساده کیفیت تصاویر، قادر است عمق و جزئیات را در سطحی پیچیده بازنمایی کند و مرزهای میان واقعیت و تصویر را جا به جا نماید. با استفاده از الگوریتم‌های پیشرفته، هوش مصنوعی می‌تواند نویزهای تصویری را کاهش دهد، جزئیات را در نورهای کم و شرایط سخت نورپردازی افزایش دهد و حتی اشیاء یا افراد را از پس‌زمینه جدا سازد. این تکنولوژی همچنین قابلیت احیای تصاویر قدیمی و آسیب‌دیده را دارد، به طوری که آن‌ها را به شکلی باورنکردنی به زندگی بازمی‌گرداند. در نهایت، هوش مصنوعی به عکاسان اجازه می‌دهد تا خلاقیت‌های خود را بدون محدودیت‌های فنی گسترش دهند و افق‌های جدیدی از امکانات بصری را پیش روی آن‌ها قرار می‌دهد.

## هوانوردی
گروهان عملیات‌های هوایی(AOD) ارتش ایالات متحده AIرا برای ساخت سیستم‌های متخصص(expert systems) قانون‌محور بکارمیبندد. AI برای AOD کاربست‌هایی دارد اعم از در نقش متصدی جانشین در شبیه‌سازهای تمرینی و پیکار، دستیار مدیریت مأموریت، سامانه‌های پشتیبان برای تصمیم‌گیری‌های تاکتیکی و پس‌پردازش داده‌های شبیه‌ساز و تبدیلشان به خلاصه‌نامه‌های سمبولیک.
کاربست AI در شبیه‌سازها برای AODبسیار مفید نموده است. شبیه‌سازهای هواپیما برای پردازش داده‌های حاصل از پروازهای شبیه‌سازی شده از AI بهره می‌گیرند. به غیر از پرواز شبیه‌سازی شده، مورد رویارویی شبیه‌سازی شدهٔ هواگردها نیز هست. رایانه‌ها علاوه بر اینکه قادرند تا بهترین سناریوهای پیروزی را در این شرایط تولید نمایند؛ می‌توانند استراتژی‌هایی مبنی بر قرارگیری، ابعاد، سرعت و قدرت نیروهای حمله و ضد حمله طرح کنند. رایانه‌ها می‌توانند درحین درگیری خلبانان را یاری رسانند. هوش مصنوعی نه تنها در توان دارد که اطلاعات را دسته‌بندی کرده و بهترین مانورها را در اختیار خلبان قرار دهد بلکه مانورهای خارج از عهده انسان را نیز کنار می‌گذارد. برای دستیابی به تقریب‌هایی مناسب از برخی محاسبات، داده‌های پرواز چندین هواگرد لازمند که ایجاب می‌کند خلبان‌های شبیه‌سازی شده مورد استفاده قرار گیرند. این خلبان‌های شبیه‌سازی شده همچنین برای تمرین دادن کنترل‌کننده‌های ترافیک هوایی آینده کاربردی‌اند.
سیستمی که به وسیله AOD به منظور اندازه‌گیری عملکرد استفاده می‌شد، یک سیستم IFDIS (سیستم تشخیص خطای متقابل و ایزوله) بود. این یک سیستم کارشناس مبتنی بر قواعد است که داده‌ها را از اسناد TF-30 و از نظر کارشناسانه مهندسان مکانیکی که بر روی TF-30 کار می‌کنند، جمع‌آوری می‌کند. این سیستم طراحی شد تا برای توسعه TF-30 به RAAF F-111C استفاده شود. سیستم عملکرد نیز برای جایگزین کردن کارگران تخصصی استفاده شد. این سیستم به کارگران معمولی اجازه می‌داد که با سیستم ارتباط برقرار کنند و از اشتباهات و اشتباهات محاسباتی یا صحبت با کارگران تخصصی اجتناب کنند.
AOD همچنین از هوش مصنوعی در نرم‌افزار بازشناسی گفتار استفاده می‌کند. مراقبان پرواز جهت‌ها و مسیرها را به خلبانان مصنوعی می‌دهند و AOD می‌خواهد که خلبانان پاسخ‌های ساده به مراقبت پرواز دهند. برنامه‌هایی که نرم‌افزار گفتار را می‌سازند باید آموزش داده شوند به این معنا که از شبکه عصبی استفاده کنند. برنامه Verbex 7000 که استفاده شد، هنوز یک برنامه ابتدایی هست که جای زیادی برای پیشرفت دارد. این پیشرفت‌ها الزامی هستند زیرا مراقبان پرواز از گفتگوی بسیار ویژه ای استفاده می‌کند و برنامه نیاز دارد که قادر به برقراری ارتباط صحیح و فوری در هر زمان باشد.
هوش مصنوعی ای که طراحی هواپیما را پشتیبانی می‌کند (یا همان AIDA) برای کمک به طراحان در پروسه طراحی مصور هواپیما استفاده می‌شود. نرم‌افزار همچنین به کاربر اجازه می‌دهد تمرکز کمتری بر روی ابزار نرم‌افزار داشته باشد. AIDA از یک سیستم مبتنی بر قواعد برا محاسبه داده‌هایش استفاده می‌کند. این یک دیاگرام از آرایش مد. ل‌های AIDA است. اگرچه ساده است، برنامه اثبات کرده که مؤثر است.
در سال ۲۰۰۳، مرکز تحقیقات پروازی آرمسترانگ ناسا، و بسیاری از شرکت‌های دیگر، نرم‌افزاری طراحی کردند که قادر می‌سازد یک هواپیما آسیب دیده، به پروازش ادامه دهد تا زمانی که به منطقه امن برای فرود دست یابد. برنامه با تیکه بر اجزای آسیب ندیده، تمام قسمت‌های آسیب دیده را تعدیل می‌کند. شبکه عصبی استفاده شده در نرم‌افزار، اثبات کرده که مؤثر است و یک پیروزی برای هوش مصنوعی به حساب می‌آید.
سیستم یکپارچه مدیریت سلامت دستگاه که به وسیله ناسا بر روی هواپیما استفاده می‌شود، باید داده‌های دریافت شده از سنسورهای تعبیه شده در هواپیما را، پردازش و تفسیر کند.
سیستم باید بتواند یکپارچگی ساختاری هواپیما را تعیین کند.
این سیستم همچنین نیاز به پیاده‌سازی پروتوکل‌ها در صورت هر گونه آسیب ناشی از وسیله نقلیه دارد.
هیثمن بائومر و پیتر بنتلی هدایت یک تیم از کالج لندن را بر عهده دارند تا یک هوش مصنوعی بر پایه سیستم خلبان اتوماتیک هوشمند(IAS) طراحی شده را، توسعه دهند تا به سیستم خلبان اتوماتیک آموزش دهد که همچون یک خلبان بسیار با تجربه که با یک وضعیت اورژانسی مانند آب و هوای بد، آشَفتگی یا نقص سیستم رو به رو است، رفتار کند. آموزش خلبان اتوماتیک بر پایه مفهوم یادگیری ماشین تحت نظارت، استوار است به این صورت که با خلبان جوان مانند یک کارآموز انسان که به مدرسه پرواز رفته است رفتار می‌کند. خلبان اتوماتیک حرکات خلبان انسان را ضبط می‌کند و الگوهای یادگیری را به کمک استفاده از هوش مصنوعی تولید می‌کند. سپس به خلبان اتوماتیک کنترل کامل داده می‌شود و خلبان، اجرای تمرینات آموزشی به وسیله خلبان اتوماتیک را ملاحظه می‌کند.
سیستم خلبان اتوماتیک هوشمند، اصول دوره کارآموزی را به همراه روش‌های دیگری ترکیب می‌کند. روش‌هایی که به وسیله آنها، خلبان حرکات سطح پایینی که برای حرکت دادن هواپیما نیاز است را مشاهده می‌کند و استراتژی سطح بالایی برای به کار بردن آن حرکات استفاده می‌کند. پیاده‌سازی سیستم خلبان اتوماتیک (IAS) فازهای زیر را به کار می‌برد: جمع‌آوری داده‌های خلبان، آموزش و کنترل مستقل و خودمختار. هدف بائومر و بتینی، ساخت یک خلبان اتوماتیک خودمختارتر است تا به خلبانان در پاسخ به شرایط اورژانسی کمک کنند.

## علم کامپیوتر
محققان هوش مصنوعی، ابزارهای زیادی را برای حل سخت‌ترین مسئله‌ها در علم کامپیوتر ساخته‌اند. بسیاری از ابداع‌های آنها به وسیله علم کامپیوتر اقتباس شده و دیگر به عنوان بخشی از هوش مصنوعی درنظر گرفته نمی‌شود. طبق گفته راسل و نووینگ در کتاب هوش مصنوعی منتشر شده در سال ۲۰۰۳، مفاهیمی همچون اشتراک زمانی، زبان‌های تفسیری، رابط کاربر گرافیکی، ماوس، توسعه سریع محیط‌های نرم‌افزار، لیست پیوندی ساختمان داده، مدیریت ذخیره‌سازی خودکار، زبان برنامه‌نویسی نسل سوم، برنامه‌نویسی تابعی، برنامه‌نویسی پویا و برنامه‌نویسی شی گرا، همگی در آزمایشگاه‌های هوش مصنوعی توسعه یافتند.
هوش مصنوعی می‌تواند مورد استفاده قرار گیرد تا به صورت بالقوه، توسعه دهنده‌های باینری را شناسایی کند.
هوش مصنوعی می‌تواند برای ساخت دیگر انواع هوش مصنوعی مورد استفاده قرار گیرد. به عنوان مثال، در حوالی نوامبر ۲۰۱۷، گوگل در پروژه AutoMl، تپولوژی‌های جدیدی از شبکه‌های عصبی را ایجاد کرد به نام شبکه‌های عصبی NAS، سیستمی بهینه‌سازی شده برای پروژه ایمیج نت و COCO. به گفته گوگل، عملکرد شبکه‌های عصبی NAS فراتر بود از تمام عملکردهای پیشین منتشر شده از ایمیج نت .

## Deepfake
در ژوین ۲۰۱۶، یک تیم تحقیقاتی از گروه پردازش تصویر دانشگاه مونیخ و دانشگاه استنفورد، اپلیکیشن «فیس تو فیس» را توسعه دادند. یک برنامه که چهره شخص مورد نظر را با جابجا کردن حالات چهره از یک منبع خارجی به صورت کارتونی شبیه‌سازی می‌کند. این تکنولوژی در بازسازی لب‌های افرادی مانند «باراک اوباما)) و((ولادیمیر پوتین» نشان داده شده است. از آن زمان روش‌های دیگری بر پایه شبکه‌های عصبی عمیق (deep) شرح داده شده‌اند که نام دیپ فیک از اینجا گرفته شده است.
استودیوهای فیلم‌سازی هالیوود قبلاً از این تکنیک در فیلم‌های کارتونی استفاده کرده بودند. اما این روش، زمان و تلاش‌های زیادی را از افراد متخصص این حوزه گرفت. تفاوت اصلی این است که امروزه هر کسی می‌تواند از نرم‌افزار دیپ فیبک استفاده کند و ویدیوها را دستکاری کند.
در سپتامبر ۲۰۱۸ سناتور ایالات متحده، مارک وارنر، پیشنهاد کرد که شرکت‌های رسانه جمعی ای که اجازه اشتراک گذاری اسناد دیپ فیک را روی پلت فرمشان می‌دهند، جریمه شوند.
وینسنت موزیچ «یک پژوهشگر از موسسه جاست پارت مونج راهی پیدا کرد تا به‌وسیلهٔ تحلیل حرکات پلک چشم، اسناد (ویدیوها) دستکاری شده را شناسایی کند. دارپا (یک گروه تحقیقاتی مرتبط با وزارت دفاع ایالات متحده)، ۶۸ میلیون دلار برای کار بر روی شناسایی دیپ فیک، اختصاص داده است. در اروپا برنامه افق ۲۰۲۰ منابع مالی برای نرم‌افزار اینوی را تأمین کرده است، نرم‌افزاری که طراحی شده است تا به روزنامه نگاران برای شناسایی اسناد دیپ فیک کمک.

## تحصیلات
آینده هوش مصنوعی در کلاس‌های درس
آیدنده هوش مصنوعی در کلاس‌های درس، خیلی درخشان به نظر می‌رسد. یکی از هیجان انگیزترین نوآوری‌ها، ایده معلم یا دستار هوش مصنوعی شخصی برای هر دانش آموز منحصر به فرد است. از آنجا که یک معلم به تنهایی نمی‌تواند با تمام دانشجویان در یک زمان کار کند، معلم‌های هوش مصنوعی به دانش آموزان این اجازه را می‌دهند که کمک‌های فردی بیشتری را در زمینه‌هایی که به آن نیاز دارند، دریافت نمایند. آموزگاران هوش مصنوعی همچنین ایده‌های دلهره آور آزمایشگاه‌های آموزشی یا آموزگاران انسانی را که ممکن است باعث استرس و اضطراب برای بعضی دانش آموزان شود را از بین می‌برد. در کلاس‌های درس آینده، مبحث اطلاع‌رسانی محیطی می‌تواند نقش سودمندی را ایفا کند. اطلاع‌رسانی محیطی ایده ای است که در آن اطلاعات در همه جا در محیط اطراف وجود دارد و وسایل تکنولوژی به صورت خودکار بر اساس اولیت‌های شخصی شما تنظیم می‌شود. وقتی دانش اموزان بر روی میزهایشان می‌نشینند، وسایل آنها قادر خواهند بود که درس، مشکلات و بازی‌هایی را بسازند تا برای نیازهای خاص هر دانش آموز مناسب باشند، مخصوصاً در جایی که یک دانش آموز ممکن است در حال دست و پنجه نرم کردن باشد و این برنامه، یک فیدبک فوری را می‌فرستد. این برنامه ایده این که «یک روش برای کل کلاس مناسب است» را از بین می‌برد؛ زیرا ما دیگر مجبور نیستیم که دانش آموزان را وادار کنیم تا دقیقاً یک ماده درسی یکسان را با یک سرعت دقیقاً یکسان یاد بگیرند. با اینکه فواید بسیاری در استفاده از هوش مصنوعی در کلاس درس وجود دارد، اما همچنین خطرات متعددی وجود دارد که قبل از پیاده‌سازی هوش مصنوعی باید در نظر گرفته شوند.
در مورد آینده هوش مصنوعی در آموزش، بر اساس آنچه که به‌وسیلهٔ روزنامه نیویوک تایمز به عنوان «بیداری بزرگ هوش مصنوعی» چاپ شده است، احتمالات جدید زیادی وجود دارد. یکی از این احتمالات که توسط روزنامه فوربز ذکر شده است، شامل تهیهٔ برنامه‌های یادگیری تطبیقی است که احساسات و اولویت‌های یادگیری دانش آموز را ارزیابی می‌کند و به آنها واکنش نشان می‌دهد. پیشرفت دیگر شامل ارائه داده‌های عملکرد و روش‌های غنی سازی به صورت فردی است. در برنامه درسی، هوش مصنوعی می‌تواند به تعیین اینکه آیا در متون و دستورالعمل‌های پیش فرض وجود دارد یا خیر، کمک کند. برای معلمان، هوش مصنوعی به زودی می‌تواند اطلاعات را در رابطه با اثربخشی مداخلات آموزشی مختلف از یک پایگاه اطلاعاتی بالقوه جهانی ارسال کند. به‌طور کلی، هوش مصنوعی توانایی تأثیرگذاری بر آموزش را با در نظر گرفتن داده‌های منطقه ای، ایالتی، ملی و جهانی در نظر بگیرد، زیرا هدف از آن ایجاد تعادل در یادگیری برای همه افراد است. اگر چه هوش مصنوعی می‌تواند دارایی‌های زیادی را در یک کلاس درس فراهم کند، بسیاری از متخصصان هنوز نمی‌پذیرند که می‌توانند جایگزین معلم شوند.
بسیاری از معلمان ترس از جایگزین شدن AI به جای آنها در کلاس را دارند مخصوصاً با ایده جدید AI که دستیار شخصی برای هر دانش آموز ایجاد می‌کند. واقعیت این است که AI می‌تواند محیط زیست را توسط اثرات غیرعمدی به مکانی بدتر تبدیل کند؛ و این به معنای این است که این تکنولوژی مانع پیشرفت جامعه و باعث اثرات ناخواسته و منفی بر جامعه می‌شود. از جمله این اثرات ناخواسته استفاده بیش از حد از تکنولوژی است که مانع تمرکز دانش اموزان به جای یادگیری و پیشرفت می‌شود. همچنین AI منجر به از دست دادن قابلیت اراده و تفکر شخصی انسان‌ها و همزمانی می‌شود. اگر دانش اموزان صرفاً به معلمان AI، که از الگوریتم‌ها و سیم‌ها تشکیل شده است، تکیه کنند آنها توانایی شان را برای کنترل تحصیلات و یادگیری از دست خواهند داد. همچنین اگر ما از دستیار AI برای ساخت دروس دانش آموزان هر روز استفاده کنیم با توجه به اینکه تکنولوژی‌های AI باید همزمان کار کنند ممکن است خرابی سیستمی منجر به خرابی کل یک مدرسه بشود. اینکه AI در کلاس‌ها در سال‌های اتی استفاده شود اجتناب ناپذیر است بنابراین ضروری است که روی این نوآوری‌های جدید کار شود قبل از اینکه معلمان تصمیم بگیرند ان را در برنامه روزانه خود قرار دهند.

## شیمی و زیست‌شناسی
از یادگیری ماشین برای طراحی دارو استفاده شده است. همچنین از آن برای پیش‌بینی خواص مولکولی نیز استفاده شده است سنتزهای برنامه ریزی شده با رایانه از طریق شبکه های واکنش محاسباتی، که به عنوان پلتفرمی توصیف می‌شود که «سنتز محاسباتی با الگوریتم های هوش مصنوعی برای پیش بینی خواص مولکولی » را برای کشف منشا حیات روی زمین، سنتز دارو و توسعه روشهایی برای بازیافت 200 ماده شیمیایی زباله صنعتی به دارو ها و مواد شیمیایی مهم کشاورزی ترکیب می کند. تحقیقاتی در مورد اینکه  یادگیری ماشین در کدام حوزه از علم شیمی فایده ای دارد، انجام شده است. همچنین می توان از آن برای "کشف و توسعه دارو، استفاده مجدد از دارو، بهبود بهره وری دارویی و آزمایشات بالینی" استفاده کرد.
همچنین از یادگیری ماشین و پایگاه داده آن، برای توسعه فرایند 46 روزه طراحی، سنتز و آزمایش دارویی استفاده شده است که آنزیم های یک ژن خاص (DDR1) را مهار می کند. DDR1 در سرطان ها و فیبروز نقش دارد که یکی از دلایل مجموعه داده های با کیفیت بالا است که این نتایج را فعال می کند .
انواع مختلفی از کاربردها برای یادگیری ماشین در رمزگشایی زیست شناسی انسان وجود دارد، مانند کمک به ترسیم الگوهای بیان ژن به الگوهای فعال سازی عملکردی یا شناسایی نقوش DNA عملکردی که به طور گسترده ای در تحقیقات ژنتیکی استفاده می شود .
یادگیری ماشین همچنین در برخی علوم نظیر زیست شناسی مصنوعی ، زیست شناسی بیماری ، فناوری نانو  و علم مواد کاربرد دارد .

## مالی

### تجارت الگوریتمی
معامله الگوریتم‌ها تشکیل شده از استفاده از الگوریتم پیچیده AI تا تصمیم‌های تجارتی را چندین برابر سرعتی که انسان در روز می‌تواند انجام دهد را بگیرد. غالباً میلیون‌ها دادوستد بدون هیچ دخالت انسانی را انجام می‌دهد. چنین معاملاتی معاملات فرکانس بالا نامیده می‌شود و نشان دهنده یکی از سریعترین بخش‌های در حال رشد در معاملات مالی است. بسیاری از بانک‌ها و منابع مالی و تجارت‌های اختصاصی شرکت‌ها الان اوراق بهاداری دارند که کاملاً و فقط توسط سیستم‌های AI سازماندهی می‌شوند. سیستم‌های تجارت اتوماتیک معمولاً توسط سرمایه گذاران بزرگ سازمانی استفاده می‌شود. اما در سال‌های اخیر شاهد هجوم شرکت‌های کوچک و خصوصی با سیستم‌های AI خودشان بوده‌ایم.
چندین سازمان بزرگ مالی روی سیستم‌های AI سرمایه‌گذاری کرده‌اند تا در سرمایه‌گذاری کمکشان کنند. موتور AI Black Rock و علادین هردو داخل شرکت و مشتریان برای کمک به تصمیم‌های مالی استفاده می‌شود. آن شامل طیف گسترده از قابلیت‌ها و همچنین قابلیت پردازش زبان طبیعی تا برای خواندن اخبار گزارش دلال‌ها و رسانه‌های اجتماعی استفاده شود. سپس تمایل خود را به شرکت‌هایی که ذکر شدند می‌سنجد و به آنها امتیاز می‌دهد. بانک‌هایی مانند یوبی‌اس و دویچه بانک از موتور Sqreem استفاده می‌کند (مدل کاهش و استخراج کوانتمی) که می‌تواند به گسترش پروفایل مصرف‌کنندگان و یافتن محصولات مالی که آنها می‌خواهند از داده‌ها (داده کاوی) به دست آورد. گلدمن ساکس از «کنشو» استفاده می‌کند که برنامه (پلتفرم) تجزیه و تحلیل بازار است که هر دو قابلیت محاسبات حجیم آماری و پردازش زبان طبیعی را داراست. این سیستم‌های یادگیری ماشین داده‌ها را از طریق داده‌های موجود در وب و ارزیابی ارتباط بین رویدادهای جهانی و تأثیر ان بر قیمت دارایی‌ها به دست می‌آورد. استخراج اطلاعات بخشی از هوش مصنوعی است که برای استخراج اطلاعات از اخبار زنده خبری و کمک به تصمیمات سرمایه‌گذاری استفاده می‌شود.

### امور مالی شخصی
محصولات متعددی در حال ظهور هستند که از AI برای کمک به مردم در امور شخصی خود استفاده می‌کنند. برای مثال Digit یه نرم‌افزار طراحی شده توسط هوش مصنوعی است که به مصرف‌کنندگان کمک می‌کند تا مصرف و پس‌انداز خود را بر اساس عادات و اهداف شخصی خود بهینه کنند. این نرم‌افزار می‌تواند فاکتورهایی مانند درآمد ماهانه، موجودی فعلی و خرج‌های عادتی) خرج‌هایی که تکرار می‌شود) را تجزیه و تحلیل کند و سپس می‌تواند تصمیم‌های خود را بگیرد و پول را به حساب‌های پس‌انداز منتقل کند. Wallet.AI یک استارتاپ در San Francisco که به زودی خواهد آمد عواملی ایجاد کرده است که داده‌هایی مانند چیزهایی که مصرف‌کنندگان پشت سر گذشته از جمله چک کردن گوشی هوشمند از اینستاگرام تا توییتر تجزیه تحلیل کند تا به اطلاع مصرف‌کنندگان رفتار مصرفی آنها را برساند.

### مدیریت ریسک مالی
هوش مصنوعی به عنوان یکی از فناوری‌های مبتنی بر کامپیوتر، به انسان‌ها کمک می‌کند تا در انجام برخی از وظایف پیچیده و چالش‌برانگیز، از جمله تحلیل ریسک مالی، برتری پیدا کنند. در این مقاله، به بررسی کاربردهای هوش مصنوعی در مدیریت ریسک مالی خواهیم پرداخت.
استفاده از هوش مصنوعی در مدیریت ریسک مالی می‌تواند بسیار مؤثر و کارآمد باشد. یکی از کاربردهای اصلی این فناوری در این زمینه، پیش‌بینی قیمت‌ها و تحلیل تغییرات بازار است. سیستم‌های هوش مصنوعی با به‌کارگیری الگوریتم‌های پیچیده و تکنیک‌های یادگیری عمیق، قادرند نمودارهای قیمت را تحلیل کرده و بازارهای مالی را پیش‌بینی کنند. این قابلیت به مدیران ریسک مالی این امکان را می‌دهد که تصمیمات خود را بر اساس اطلاعات دقیق و به‌روز اتخاذ کنند.
علاوه بر پیش‌بینی قیمت‌ها، هوش مصنوعی می‌تواند در تحلیل و تفسیر داده‌های مالی نیز مورد استفاده قرار گیرد. با اجرای الگوریتم‌های هوش مصنوعی بر روی داده‌های بازار، مدیران ریسک مالی می‌توانند به درک بهتری از عوامل مؤثر بر ریسک در بازارهای مالی دست یابند و در نهایت تصمیمات بهتری در خصوص سهام، ارزها و سایر ابزارهای مالی اتخاذ کنند.
همچنین، هوش مصنوعی می‌تواند در شناسایی و پیشگیری از ریسک‌های مالی به کار رود. با تجزیه و تحلیل داده‌ها، سیستم‌های هوش مصنوعی می‌توانند علائم هشداردهنده ریسک را شناسایی کرده و به مدیران ریسک مالی هشدار دهند. این اقدام به بهبود قابلیت رصد و پیشگیری از ریسک‌های مالی و در نهایت کاهش خطرات مالی منجر می‌شود.

#### جلوگیری از نکول وام
این فناوری با استفاده از الگوریتم‌های پیشرفته و تحلیل داده‌ها می‌تواند خطرات مرتبط با نکول وام را شناسایی کرده و از وقوع بحران‌های مالی جلوگیری کند. به عنوان مثال، هوش مصنوعی قادر است رفتارهای مخاطره‌آمیز وام‌گیرندگان را شناسایی کرده و سیگنال‌های هشداردهنده‌ای در مورد احتمال نکول در آینده ارائه دهد. همچنین این فناوری می‌تواند در بخش‌های دیگر مالی مانند تحلیل اوراق قرضه و پیش‌بینی نرخ بهره مورد استفاده قرار گیرد.

### مدیریت دارایی‌ها
مشاوران روبو در حال حاضر به‌طور گسترده در صنعت مدیریت سرمایه استفاده می‌شود. مشاوران روبو مشاوره مالی و مدیریت دارایی‌ها با حداقل مداخلهٔ انسانی را ارایه می‌کنند. این نمونه از مشاوران مالی براساس الگوریتم‌هایی ساخته شده است که به‌طور خودکار دارایی مالی را با توجه به اهداف سرمایه‌گذاری و تحمل ریسک مشتریان ایجاد می‌کنند. آن (مشاوران روبو) می‌تواند بر اساس تغییرات انی در بازار تنظیم شود و به اقتضای ان دارایی‌ها را تنظیم کند.
یکی از کاربردهای مهم هوش مصنوعی در مدیریت داده‌ها و پردازش اطلاعات مالی است. بسیاری از نرم‌افزارهای حسابداری و مالی از الگوریتم‌های یادگیری ماشین و پردازش زبان طبیعی برای تحلیل داده‌ها، پیش‌بینی روندهای مالی و بهینه‌سازی تصمیم‌گیری استفاده می‌کنند. برای مثال، نرم‌افزارهایی مانند "دژاوو" با بهره‌گیری از تکنیک‌های هوش مصنوعی، به شرکت‌ها کمک می‌کنند تا مدیریت مالی خود را هوشمندتر کنند و داده‌های پیچیده را با دقت بیشتری تحلیل نمایند. این فناوری‌ها نه‌تنها سرعت پردازش اطلاعات را افزایش داده، بلکه در شناسایی الگوهای مالی و جلوگیری از خطاهای محاسباتی نیز مؤثر هستند.

### امضای اسناد
یک وام دهنده آنلاین، Upstart، اطلاعات زیادی از مصرف‌کننده را تجزیه و تحلیل می‌کند و از الگوریتم‌های یادگیری ماشین استفاده می‌کند که مدل‌های مالی ریسک که میزان احتمال آن را به‌طور معمول پیش‌بینی می‌کند، ایجاد کند. این تکنولوژی برای بانک‌ها مجاز خواهد بود که آنها را برای استفاده از فرایندهای حقوقی خود (امضا کردن) نیز مورد استفاده قرار دهند.
ZestFinance پلتفورم Zest Automated Machine Learning را ایجاد کرده است که مخصوص امضای اسناد مالی است. این پلتفورم از یادگیری ماشین استفاده می‌کند تا ده‌ها هزار متغیر قدیمی و جدید (از معاملات مالی تا اینکه چگونه مشتری یک فرم را پر می‌کند) که در امور مالی استفاده می‌شود تا به وام گیرندگان امتیاز دهد. این پلتفورم مخصوص نمره دادن به افراد با پیشینه اعتبار محدود است مانند هزاره‌ها.

### تاریخچه
دهه ۸۰ حقیقتاً آغاز درخشش هوش مصنوعی در اقتصاد جهانیست؛ و این امر موقعیست که سیستم‌های خبره به محصولات تجاری تر در زمینه اقتصادی تبدیل شدند"به عنوان مثال، دوپونت ۱۰۰ سیستم متخصص ایجاد کرده است که به آنها کمک کرد تا نزدیک به ۱۰ میلیون دلار در سال صرفه جویی کنند”. یکی از اولین سیستم‌ها سیستم حرفه ای Protrader بود که توسط KC چن و Ting-peng لیان طراحی شد که توانست پیش بینی کاهش ۸۷ درصدی در میانگین صنعتی DOW Jones در سال ۱۹۸۶ را داشته باشد."اتصالات اصلی سیستم نظارت بر حق بیمه در بازار، تعیین استراتژی سرمایه‌گذاری بهینه، انجام معاملات در صورت لزوم و تغییر پایگاه دانش از طریق یک مکانیزم یادگیری است."یکی از اولین سیستم‌های متخصص که به برنامه‌های مالی کمک می‌کرد، توسط سیستم‌های متخصص کاربردی (APEX) به نام PlanPower ایجاد شد. در سال ۱۹۸۶ بود که برای اولین بار به صورت تجاری عرضه شد.
عملکرد آن کمک به ارائه برنامه‌های مالی برای افراد با درآمد بیش از ۷۵٬۰۰۰ $ در سال است؛ که سپس منجر به سیستم حساب مشتری شد به طوریکه برای درآمدهایی از ۲۵هزار دلار تا ۲۰۰هزار دلار در سال استفاده شد. دهه ۱۹۹۰ سیستم تشخیص تقلب خیلی بیشتر بود. یکی از سیستم‌هایی که در سال ۱۹۹۳ آغاز شد، سیستم هوش مصنوعی FinCEN (FAIS) بود. ان سیستم قادر بود بیش از ۲۰۰۰۰۰ معامله را در هفته بررسی کند و بیش از دو سال به شناسایی ۴۰۰ مورد احتمالی پولشویی که برابر با یک میلیارد دلار بود، کمک کرد. اگر چه سیستم‌های متخصص در دنیای مالی قدیم نبوده، اما این کار در استفاده کردن از AIدر کمک به آنچه امروز هست کمک می‌کند

## دولت
یکی از استفاده‌های هوش مصنوعی در دولت است. به این ترتیب که دولت‌های با استفاده از هوش مصنوعی بروکراسی رل کاهش می‌دهد

## صنعت سنگین
مقاله اصلی: هوش مصنوعی در صنعت سنگین
رباتها در بسیاری از صنایع رایج شده و اغلب کارهایی را انجام می‌دهند که برای انسانها خطرناک است. روبات‌ها در شغل‌هایی که بسیار تکراری هستند، که ممکن است منجر به اشتباه یا حوادث ناشی از عدم تمرکز باشد و مشاغل دیگری که انسانها ممکن است دچار تحقیر شوند، اثر به سزایی دارند.
در سال ۲۰۱۴، چین، ژاپن، ایالات متحده، جمهوری کره و آلمان با همدیگر ۷۰ درصد کل حجم فروش روبات‌ها را تشکیل می‌دهند. در صنعت خودرو سازی، در بخشهایی با درجه بالایی از اتوماسیون، ژاپن دارای بیشترین تراکم رباتهای صنعتی در جهان بود: ۱۴۱۴ نفر در هر ۱۰۰۰۰ کارمند.

## بیمارستان‌ها و دارو

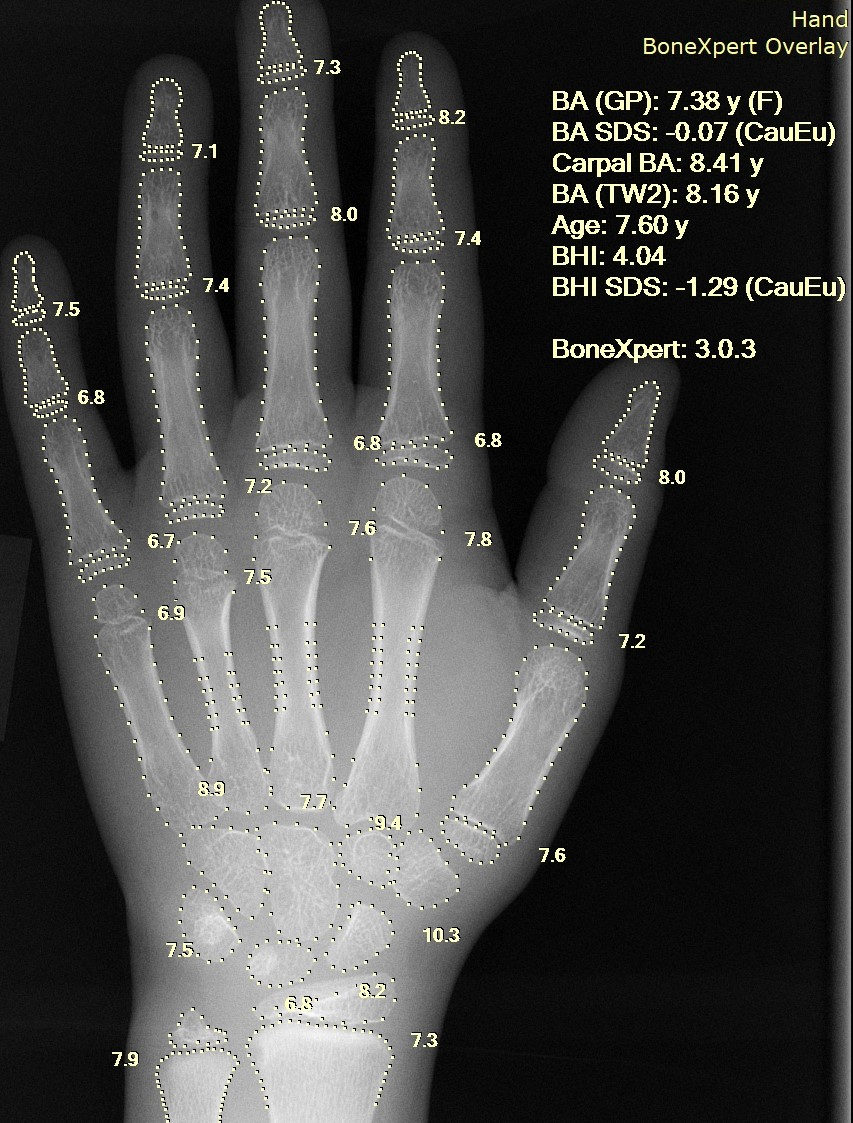
اشعه ایکس دست، محاسبه خودکار سن استخوان توسط یک نرم‌افزار رایانه ای

شبکه عصبی مصنوعی به عنوان سیستم پشتیبانی بالینی تصمیمی برای تشخیص پزشکی استفاده می‌شود، مانند تکنولوژی پردازش مفهوم در نرم‌افزار EMR.
وظایف دیگر در پزشکی که به‌طور بالقوه توسط هوش مصنوعی انجام می‌شود و شروع به توسعه می‌کنند عبارتند از:
- تفسیر کامپیوتری از تصاویر پزشکی. چنین سیستمی به اسکن تصاویر دیجیتالی، از جمله از طریق توموگرافی رایانه ای، برای نمایش‌های معمول و به منظور برجسته بخش‌های قابل توجه مانند بیماری‌های ممکن است. یک برنامه معمول تشخیص تومور است.
- تجزیه و تحلیل صدا قلب[۱۸]
- روبات‌های همراه برای مراقبت از سالمندان[۱۹]
- استخراج معادن پزشکی برای ارائه اطلاعات مفیدتر.
- طرح‌های درمان طراحی
- کمک در مشاغل تکراری از جمله مدیریت دارو.
- ارائه مشاوره.
- ایجاد مواد مخدر[۲۰]
- استفاده از تصاویر به جای بیماران برای آموزش بالینی[۲۱]
- پیش‌بینی احتمال مرگ از روش‌های جراحی
- پیش‌بینی پیشرفت HIV

بیش از ۹۰ راه اندازی AI در صنعت بهداشت و درمان در این زمینه وجود دارد.
اولین راه حل IDx, IDx-DR، اولین سیستم تشخیصی مستقل مبتنی بر AI است که مجوز تجاری توسط سازمان غذا و داروی آمریکا مجاز است.